# Zip2
Zip2 (англ. Zip2) — це IT-компанія, яка розробляла програмне забезпечення для газет, що дозволяло розміщувати новини в Інтернеті. Компанія була заснована в Пало-Альто, штат Каліфорнія, як Global Link Information Network у 1995 році, братами Ілоном та Кімбалом Масками та Ґреґором Коурі. Спочатку Global Link надавала місцевим підприємствам доступ до Інтернету, але пізніше почала розробляти для видань онлайнсервіси, де вони публікували новини, перш ніж була поглинута Compaq Computer у 1999 році. Сума угоди з продажу Zip2 склала 307 мільйонів доларів.